# Československá basketbalová liga 1966/1967
1. basketbalová liga 1966/1967 byla v Československu nejvyšší ligovou basketbalovou soutěží mužů, v ročníku 1. ligy hrálo 12 družstev, která se po základní části rozdělila na dvě poloviny po šesti družstvech, které pokračovala v zápasech doma - venku o boji o titul a o záchranu. Spartak Brno ZJŠ  získal jedenáctý titul mistra Československa,  Slavia VŠ Praha skončila na 2. místě a Sparta Praha na 3. místě. O pořadí na prvních dvou místech rozhodly vzájemné zápasy. Z ligy sestoupila tři družstva. Ze třech nováčků sestoupil Slavoj Vyšehrad, zachránili se Baník Prievidza a RH Pardubice. Sestoupila družstva Spartak Tesla Žižkov a Slovan Orbis Praha.
Konečné pořadí:
1. Spartak Brno ZJŠ (mistr Československa 1967) - 2. Slavia VŠ Praha  - 3. Sparta Praha - 4. Iskra Svit - 5. Dukla Olomouc  - 6. Slávia VŠ Bratislava  - 7. NHKG Ostrava - 8. Baník Prievidza  - 9. RH Pardubice  - další 3 družstva sestup z 1. ligy:   10. Slovan Orbis Praha - 11. Slavoj Vyšehrad - 12. Spartak Tesla Žižkov

## Systém soutěže
Všech dvanáct družstev hrálo dvoukolově každý s každým (zápasy doma - venku), každé družstvo odehrálo 22 zápasů, poté po rozdělení do dvou skupin podle pořadí každé družstvo ve skupině odehrálo dalších 10 zápasů (doma - venku), tedy celkem 32 zápasů.

## Konečná tabulka 1966/1967
| Poř. | Tým                  | Z  | V  | P  | Skóre     | Body |
| ---- | -------------------- | -- | -- | -- | --------- | ---- |
| 1.   | Spartak Brno ZJŠ     | 32 | 29 | 3  | 2961:2359 | 61   |
| 2.   | Slavia VŠ Praha      | 32 | 29 | 3  | 2956:2427 | 61   |
| 3.   | Sparta Praha         | 32 | 18 | 14 | 2510:2465 | 50   |
| 4.   | Iskra Svit           | 32 | 17 | 15 | 2467:2321 | 49   |
| 5.   | Dukla Olomouc        | 32 | 15 | 17 | 2558:2551 | 47   |
| 6.   | Slávia VŠ Bratislava | 32 | 13 | 19 | 2315:2565 | 45   |
|      |                      |    |    |    |           |      |
| 7.   | NHKG Ostrava         | 32 | 16 | 16 | 2612:2605 | 48   |
| 8.   | Baník Prievidza      | 32 | 15 | 17 | 2430:2583 | 47   |
| 9.   | RH Pardubice         | 32 | 14 | 18 | 2523:2683 | 46   |
| 10.  | Slovan Orbis Praha   | 32 | 12 | 20 | 2369:2514 | 44   |
| 11.  | Slavoj Vyšehrad      | 32 | 9  | 23 | 2272:2567 | 41   |
| 12.  | Spartak Tesla Žižkov | 32 | 5  | 27 | 2433:2766 | 37   |

## Sestavy (hráči, trenéři) 1966/1967
- Spartak Brno ZJŠ: František Konvička, Vladimír Pištělák, Zdeněk Bobrovský, Jan Bobrovský, Robert Mifka, Zdeněk Konečný, Jambor, Dubš, Cvrkal, Ballon-Mierný, V. Konvička, Zanáška, Vrba, Branný. Trenér Ivo Mrázek
- Slavia VŠ Praha:  Jiří Zídek, Jiří Růžička, Jiří Zedníček, Jiří Ammer, Jiří Šťastný, Jaroslav Kovář, Bohumil Tomášek, Jiří Konopásek, Jaroslav Křivý, Jan Blažek, Zdeněk Hummel, Jiří Lizálek, Knop, Hradec. Trenér Jiří Baumruk
- Sparta Praha: Milan Voračka, Vladimír Mandel, Celestín Mrázek, Silvestr Vilímec, Miloš Pražák, Petr Kapoun, Zdeněk Douša, Jiří Marek, František Babka, Ladislav Nenadál, František Cikán, Chaloupka, Helinský. Trenér Vladimír Heger
- Iskra Svit: Jozef Straka, Rudolf Vraniak, Karol Horniak, Horňanský, Setnička, Brychta, Preisler, Sahlica, Kočík, Molokáč, Medszároš, Rácz, Urbánek, Gajdoš. Trenér Pavel Antal
- Dukla Olomouc: Pavel Pekárek, Karel Baroch, Jan Mrázek,  Dzurilla, Martínek, Géze, Tomajko, Janál, Gabáni, Sehnal, Smékal, Žiak, M. Kostka. Trenér Drahomír Válek
- Slávia VŠ  Bratislava:  Sako, Rehák, Házel, Maurovič, Bahník, Šimek, Maresch, Bílik, Blaškovič, Gregor, Tóth, Kubáň. Trenér J. Šimkovič
- NHKG Ostrava:  Vlastimil Hrbáč, Pavel Škuta, Ďuriš, Wrobel, Khýr, Terč, Miroslav Dostál, Hradílek, Nepraš, Schneider, Nevřela, Frank. Trenér Jan Kozák
- Baník Prievidza:  J. Kostka, Ivan Chrenka, Ňuchalík, Milota, Palkovič, Bielický, Vlčko, Pasovský, Štec, Tänzer, Lettrich, Kmeť, Boroška. Trenér Š. Košík
- RH Pardubice:  Skřivánek, Jan Strnad, Jaroslav Slanička, Vlk, Rôhrich, Krýzl, Šafránek, Z. Paruch, Bílý, Daňsa, P. Kovář, J. Kovář, Kalhous, Brendl, Doležel, Šmarda. Trenér Luboš Bulušek
- Slovan Orbis Praha: Jaroslav Tetiva, Bohuslav Rylich, Jiří Tetiva, Vladimír Janout, Luboš Bajgar, Jindřich Hucl, Tomíš Záhálka, Anděra, O. Bartošek, Hartman, Michal Vavřík, Lukáš, Dvořák. Trenér Miroslav Škeřík
- Slavoj Vyšehrad: Vladimír Lodr, Miloš Pražák, Jiří Šotola, Václav Klaus, Slavoj Czesaný, Ladislav Hronek, Novotný, Vaníček, Gjurič, Jirman, Jonke, Beneš, Deutscher, Hruška, Kabele. Trenér František Mareš
- Spartak Tesla Žižkov: Vaníček, Gjurič, P. Bartošek, Kraibich, Medveď, Zdenék, Siráni, Šilený, Jůzek, Král, Vocetka, Drábek, Málek, Milan, Novotný. Trenér S. Pražák

## Zajímavosti
- Mistrovství světa v basketbalu mužů 1967 (Montevideo), Uruguay, v červnu 1967. Konečné pořadí: 1. Sovětský svaz, 2. Jugoslávie, 3. Brazílie. Družstvo mužů Československa se nekvalifikovalo.
- Mistrovství Evropy v basketbale mužů 1967 se konalo ve Finsku (Helsinky, Tampere). Mistrem Evropy byl Sovětský svaz, druhé skončilo Československo, které hrálo v sestavě: Jiří Zídek 124 bodů /9 zápasů, Jiří Zedníček 113 /9 (vyhlášen nejuž.hráčem turnaje), Jan Bobrovský 88 /9, František Konvička 76 /8, Vladimír Pištělák 71 /7, Jiří Ammer 59 /7, Jiří Růžička 52 /9, Robert Mifka 48 /8, Karel Baroch 41 /5, Bohumil Tomášek 19 /4, Jiří Marek 17 /6, Celestín Mrázek 1 /2, celkem 709 bodů v 9 zápasech (7-2). Trenér Vladimír Heger.
- Slavia VŠ Praha v Poháru evropských mistrů 1966/67 skončila na 3. místě, odehrála 8 zápasů (4-4, 830-781), v semifinále prohra se Simmenthal Olimpia Miláno (Itálie) 97-103, v zápase o 3. místo výhra nad AŠK Olimpija Lublaň 88-83.
- Spartak Brno ZJŠ v Poháru vítězů pohárů 1966/67 skončil na 3. místě, odehrál 6 zápasů (4-2 skore 525-457), v semifinále prohrál s pozdějším vítězem soutěže Ignis Pallacanestro Varese, Itálie (83-84, 53-58).
- Vítězem ankety Basketbalista roku 1966  byl František Konvička.
- „All Stars“ československé basketbalové ligy - nejlepší pětka hráčů basketbalové sezóny 1966/67: Jiří Zídek, Jiří Zedníček, Jan Bobrovský, František Konvička, Jiří Růžička.